# Limnophora cylindrica
Limnophora cylindrica är en tvåvingeart som beskrevs av Stein 1915. Limnophora cylindrica ingår i släktet Limnophora och familjen husflugor. Inga underarter finns listade i Catalogue of Life.